# Tygodnik Angora
Angora – tygodnik publikujący wybrane artykuły z polskich i światowych gazet i czasopism, a także własne artykuły i felietony. Dział zawierający przegląd prasy zagranicznej nosi nazwę „Peryskop”, powstał on w 2001 roku. Tygodnik zawiera też „Angorkę” – pismo przeznaczone dla dzieci, które mówi o wydarzeniach na świecie w sposób dla nich przystępny. Zawiera także humorystyczne obrazki ze świata polityki.

## Historia
Pismo powstało z inicjatywy Mirosława Kulisia i jest drukowane nakładem jego wydawnictwa Westa-Druk. Zaczęło się ukazywać w 1990 r. – pierwszy numer datowany jest na 10 czerwca. Początkowo publikowało jedynie przedruki z prasy polskiej i nosiło tytuł „Agora” (oznaczającym rynek w starożytnej Grecji), co stanowiło nawiązanie do tytułu tygodnika „Forum” (którego nazwa oznaczała rynek w starożytnym Rzymie), zamieszczającego artykuły z publikacji zagranicznych.
Zmiana nazwy tygodnika została wymuszona sporem prawnym ze spółką Agora SA, zajmującą się działalnością wydawniczą i wydającą m.in. „Gazetę Wyborczą”. Ponieważ jednakowa nazwa i zbliżony zakres działania mogły sugerować powiązania obu podmiotów, spółka Agora, która jako pierwsza została zarejestrowana pod tą nazwą, na drodze sądowej wywalczyła konieczność zmiany nazwy tygodnika. Wydawca pisma, dostosowując się do wyroku, dodał do nazwy tygodnika dodatkową literę i w wyniku tego dotychczasowa „Agora” stała się „Angorą”.
Pierwotnie na pierwszej stronie pisma znajdowała się informacja, iż tygodnik przeznaczony jest Tylko dla dorosłych; związane było to z faktem, iż na ostatniej stronie zamieszczane były czarno-białe przedruki zdjęć z prasy erotycznej. W okresie późniejszym (ok. listopada 1994) klauzula ta została usunięta, a choć gazeta na ostatniej stronie nadal zamieszczała zdjęcia erotyczne, to jednak miały one charakter aktu.
Do 2015 r. redakcja mieściła się przy ul. Piotrkowskiej 94 w Łodzi. Z powodu wykupienia tego budynku przez prywatnego inwestora z przeznaczeniem na 4-gwiazdkowy hotel, wszyscy dotychczasowi najemcy musieli go opuścić. Redakcja została przeniesiona do budynku dawnego „Domu Technika” przy placu Komuny Paryskiej 5a.
Charakterystycznym elementem poprzedniego adresu była postać mężczyzny w meloniku czytającego „Angorę”, przymocowana nogami do ściany budynku na wysokości I piętra, czyli poziomo w stosunku do chodnika.

### Format
Początkowo tygodnik miał duży format, typowy dla dzienników (B2 – 500x707 mm). W okresie późniejszym (od numeru 48 z 1999 roku) format ten został zastąpiony poręczniejszym, typowym dla tygodników; wraz z tą zmianą w „Angorze” pojawił się też kolor.

### Felietoniści
Felietoniści współpracujący z pismem to m.in. kabaret Klika (Antoni Szpak i Marek Sobczak), czy Henryk Martenka. Od 2007 roku regularnie na łamach „Angory” artykuły o tematyce śledczej publikuje Leszek Szymowski. W 2022 roku, stały felietonista Janusz Korwin-Mikke zrezygnował z udziału w tygodniku.

## Redaktorzy naczelni
W 2005 roku redaktorem naczelnym tygodnika „Angora” został Paweł Woldan. Jego poprzednikiem był Piotr Różycki.

## „Angorka”
Do pisma, od 30 kwietnia 1995 roku, dołączany jest na stałe ośmiostronicowy dodatek skierowany do dzieci – „Angorka”. Pierwszy numer gazety dla dzieci ukazał się znacznie wcześniej – w numerze 27 z 5 sierpnia 1992 roku. Redakcja wydawała wtedy dodatek telewizyjny, zaś „Angorka” (z podtytułem „Tygodnik tylko dla dzieci”) była jego częścią. Ukazały się 23 numery, ostatni pojawił się wraz z numerem 129 z 21 listopada 1992 roku. „Angorka” zawiera fragmenty artykułów ze znanych gazet omawiające wydarzenia na świecie, napisane w przystępny dla dzieci sposób. Artykuły są ilustrowane rysunkami Marka Klukiewicza, Jarosława Szymańskiego, Pawła Wakuły, Sławomira Kiełbusa, Tomasza Wilczkiewicza, Piotra Rajczyka, Mirosława Stankiewicza oraz Katarzyny Zalepy.
Tygodnik jest jedynym w Polsce periodykiem zatrudniającym stały zespół rysowników prasowych.

### Stałe działy „Angorki”
| Dział                              | Strona | Zawartość                                                                   |
| ---------------------------------- | ------ | --------------------------------------------------------------------------- |
| Na poważnie                        | 2      | Artykuły poświęcone bieżącym wydarzeniom, polityce                          |
| Ciekawostki                        | 3-4    | Mniej ważne wydarzenia, zazwyczaj o niezwykłych wyczynach, zdarzeniach itp. |
| Między nami                        | 5      | Artykuły dotyczące dzieci i młodzieży                                       |
| Te, co skaczą i fruwają/Naturalnie | 6      | Artykuły o zwierzętach, przyrodzie                                          |
| Kogel-mogel                        | 7      | Artykuły o różnej tematyce                                                  |
| Tylko dla orląt                    | 8      | Rebusy, krzyżówki i rysunkowe zagadki                                       |